# Операция „Барас“
Операция „Барас“ (на английски: Operation Barras) е операция на Британската армия, проведена на 10 септември 2000 година в Сиера Леоне, по време на Гражданската война в страната.
Тя има за цел освобождаването на 5 британски войници, държани като заложници от въоръжената групировка Уест Сайд Бойс.
На 25 август 2000 година група от 11 британски войници и сиералеонски офицер за свръзка са заловени от бунтовническата групировка „Уест Сайд Бойс“. През следващите дни се водят преговори и 6 войници са освободени, но поради все по-големите искания на бунтовниците и риска заложниците да бъдат убити и преместени на друго място сутринта на 10 септември е проведена операция за тяхното освобождаване.
Операция „Барас“ постига успех и довежда до освобождаването на петимата британски войници, както и на 21 сиералеонски цивилни, държани затворени от похитителите. При нападението са убити поне 25 членове на групировката и британски войник. 18 бунтовници, включително техният лидер Фодай Калай, са заловени и предадени на полицията.
През следващите дни много членове на „Уест Сайд Бойс“ напускат областта, а повече от 300 души се предават на мироопазващите сили на Организацията на обединените нации.